# Червона Пресня (електродепо)
55°46′06″ пн. ш. 37°33′38″ сх. д. / 55.76833° пн. ш. 37.56056° сх. д.
Електродепо ТЧ-4 «Червона Пресня» (; рос. электродепо «Красная Пресня») — електродепо обслуговує Кільцеву лінію Московського метрополітену.

## Лінії, що обслуговувала
| Лінія                                                         | Роки        |
| ------------------------------------------------------------- | ----------- |
| Кільцева лінія                                                | з 1954      |
| Калузько-Ризька лінія (Ризький радіус)                        | 1958 — 1972 |
| Тагансько-Краснопресненська лінія (Краснопресненський радіус) | 1972 — 1975 |
| Калінінська лінія                                             | 1985—1989   |

## Рухомий склад
| Тип вагонів                  | Роки                 |
| ---------------------------- | -------------------- |
| Г                            | 1954—1983            |
| Е                            | в 1964               |
| 81-717/714                   | 1978 — 1 лютого 2012 |
| 81-740.4/741.4 «Русич»       | 2009 — червень 2021  |
| 81-775/776/777 «Москва-2020» | з 6 жовтня 2020      |

## Колійний розвиток
Крім основної двоколійної сполучної лінії з Кільцевою лінією, у протилежній від порталу стороні також є одноколійна ССГ з Тагансько-Краснопресненською лінією, що примикає до неї на станції Бігова на 2 колії
.
Розібраний гейт із залізницею
У минулому це електродепо мало гейт із залізницею — залізничну колію, що сполучає депо зі станцією Москва-Товарна-Смоленська

На початок 2020-х розібраний (діючими сьогодні є тільки гейти в електродепо ТЧ-2 «Сокіл», ТЧ-15 «Печатники» та ТЧ-18 «Солнцево»).